# Luxor
Luxor o Lúxor ([ˈloʔsˤoɾ] en árabe: الأقصر al-Uqsur) es una ciudad egipcia edificada sobre las ruinas de la ciudad de Tebas, la que fue capital del Imperio Nuevo del Antiguo Egipto, y capital del IV nomo del Alto Egipto. Está situada en la ribera oriental del río Nilo, unos 200 km al norte de la primera catarata de Asuán.

## Historia
Luxor proviene del árabe al-ʾuqṣur (الأقصر), "los palacios", plural de qaṣr (قصر), derivada a su vez del latín castrum "fortaleza", como la palabra castellana alcázar. En los textos del Antiguo Egipto, es llamada w3s.t (convencionalmente pronunciado como: "Uaset"), que significa "ciudad del Cetro" y también t3 ip3t ("ta ipet"), "el santuario", de donde proviene el nombre griego de la ciudad Θῆβαι (Thebai), el latino Thebae y el castellano Tebas. La ciudad recibió otros apelativos, como 'Iunu-shemaa'; Iunu, o sea Heliópolis, "del Sur"; niw.t (niut) que significa "ciudad" (junto con Menfis y Heliópolis, las únicas llamadas así en egipcio) y niw.t rst, "ciudad sureña". De este apelativo deriva el nombre "Nōʼ ʼĀmôn" (נא אמון) usado en el libro bíblico de Nahum y el nombre "No" (נא) usado en el Libro de Ezequiel y en el de Jeremías.
Es la ciudad de los grandes templos del antiguo Egipto (Luxor y Karnak), y de las célebres necrópolis de la ribera occidental, donde se enterró a los faraones y nobles del Imperio Nuevo de Egipto, denominados el Valle de los Reyes y el Valle de las Reinas.
Durante el comienzo del Imperio Antiguo, la capital egipcia era Menfis. Tebas sucede a Menfis, c. de 2050 a. C. como capital durante la undécima dinastía egipcia, siendo durante unos 1500 años la capital del Antiguo Egipto.

## Monumentos y lugares de interés arqueológico

### Templo de Luxor
El templo de Luxor fue realizado durante el Imperio Nuevo. Estaba unido al templo de Karnak mediante la avenida de las esfinges, un dromos flanqueado por estatuas de esfinges y carneros. Fue construido por dos faraones fundamentalmente, Amenhotep III (construyó la zona interior) y Ramsés II, que finalizó el templo. También otros faraones contribuyeron al embellecimiento del recinto con decoraciones, construcciones menores, bajorrelieves y otros cambios, como Ajenatón, Tutankamón, Horemheb, Nectanebo I y Alejandro Magno.

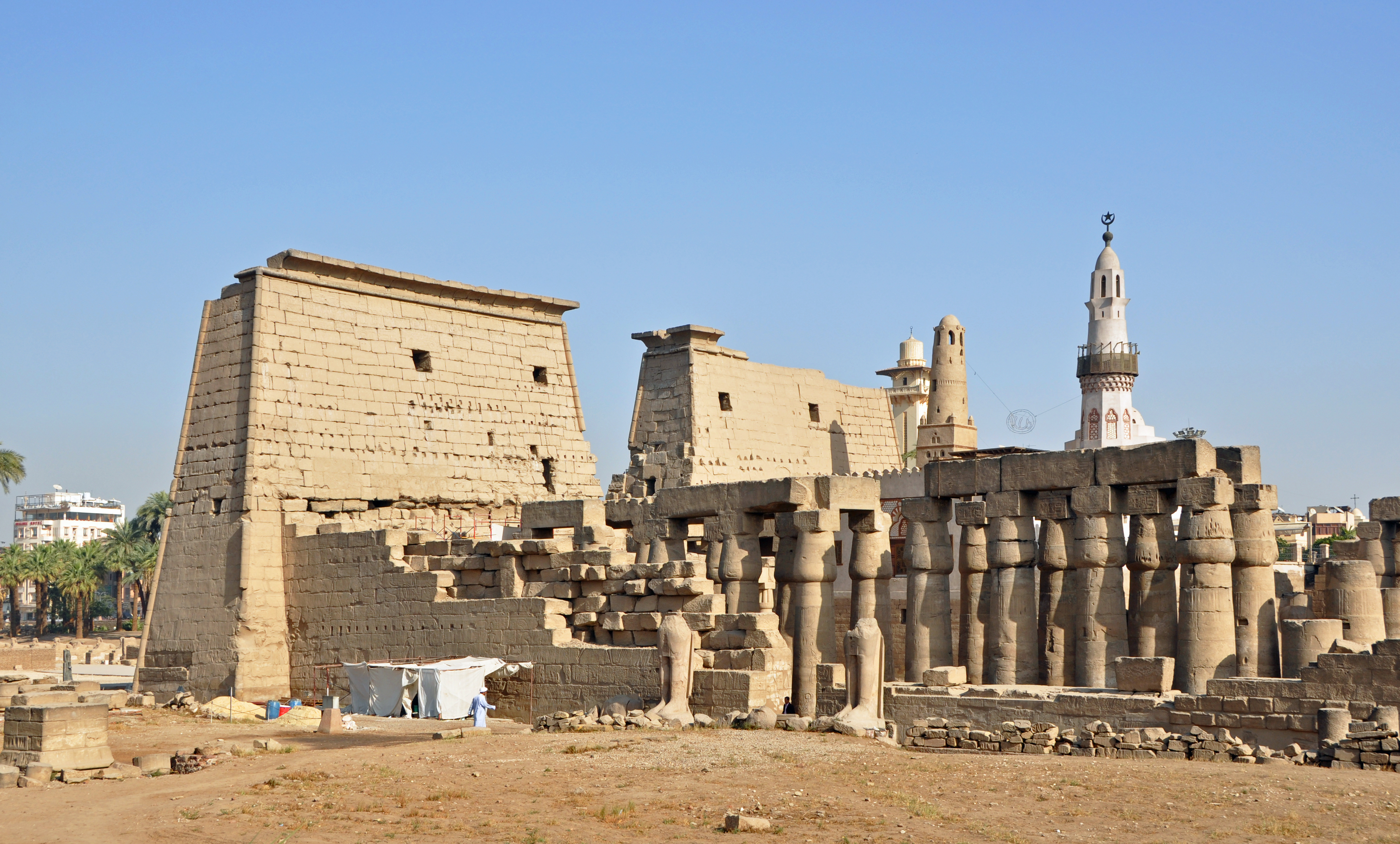
Templo de Lúxor.

El templo constaba de dromos, dos grandes obeliscos, situados a cada lado de la puerta de entrada (uno fue trasladado y erigido en la Plaza de la Concordia de París en 1833), y dos grandes estatuas sedentes, ante los pilonos, del monarca Ramsés II. 
Dispone de un gran patio, columnata procesional, atrio, sala hipóstila, salas de Mut, Jonsu, y Amón-Min, cámara del nacimiento, sala de ofrendas, vestíbulo, santuario de la barca y varios santuarios.
En la zona noreste del primer patio se construyó siglos atrás una pequeña mezquita que presta sus servicios en la actualidad, lo cual perpetúa el carácter religioso del lugar.

### Templo de Karnak

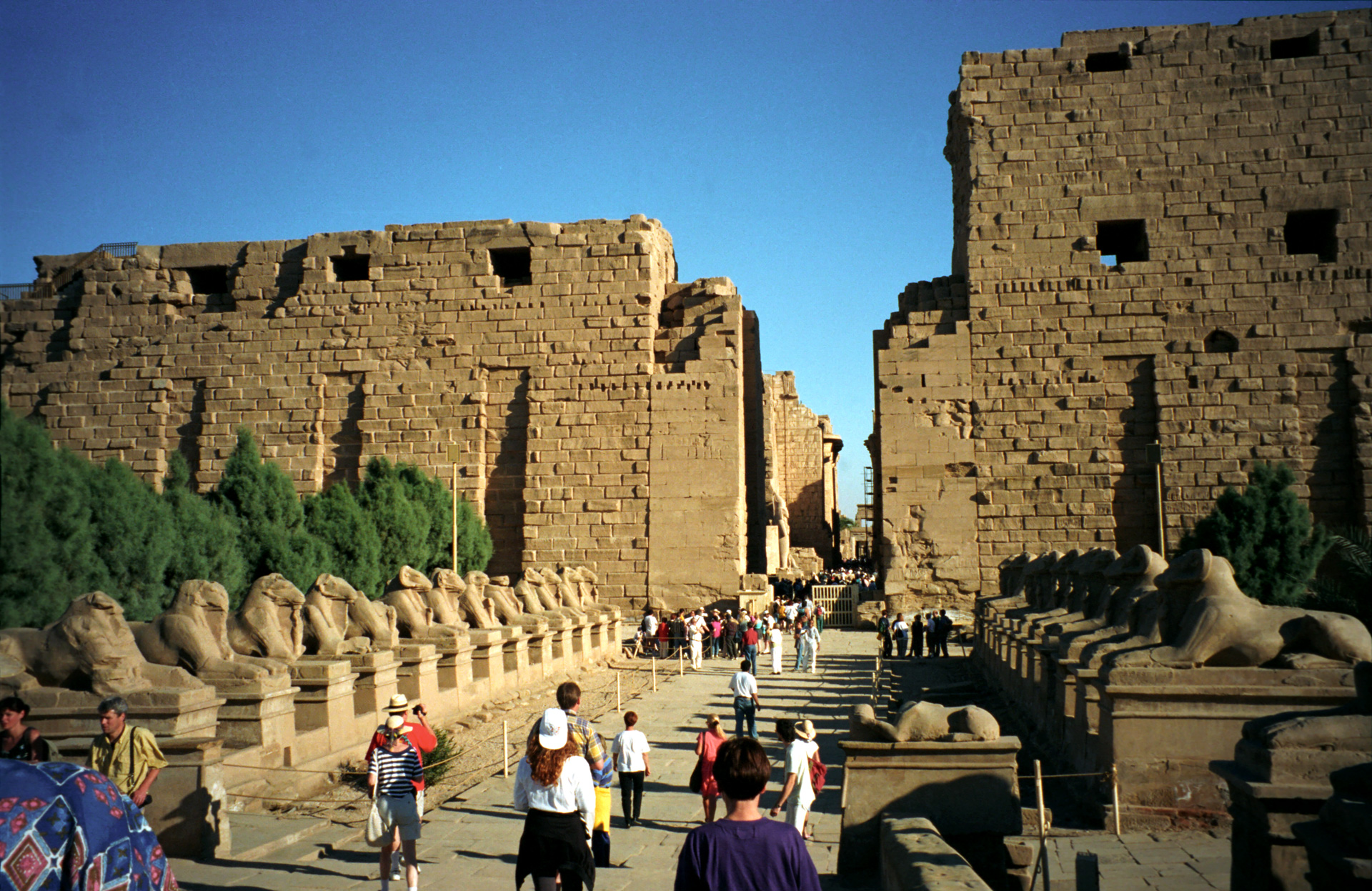
Karnak

El templo de Karnak, en el Antiguo Egipto especialmente durante el Imperio Nuevo, fue el más influyente centro religioso. El templo principal estaba dedicado al culto del dios Amón, pero como en otros templos egipcios también se veneraba a otras divinidades. 
Este complejo, es el centro religioso conocido más antiguo del mundo. Es un enorme museo a cielo abierto que muestra importantes restos de la cultura del antiguo Egipto. Es el tercer lugar más visitado de Egipto, después de las pirámides de Guiza[cita requerida]. Está considerado Patrimonio de la Humanidad por la Unesco junto con otros restos de la antigua Tebas.

### Valle de los Reyes
El Valle de los Reyes era el lugar, durante el Imperio Nuevo, donde se enterraba a los faraones, en hipogeos. Aquí se sepultaron los reyes de las dinastías XVIII, XIX y XX, así como algunas reinas, príncipes, nobles e incluso animales.

### Valle de las Reinas
En el Valle de las Reinas fueron enterradas reinas y princesas de las dinastías XIX y XX, aunque también se han encontrado algunas de épocas anteriores. Se encuentra situado al sudoeste del Valle de los Reyes, frente a Luxor, en la ribera occidental del Nilo, y es un lugar más pequeño y con un tipo de roca de peor calidad que la del Valle de los Reyes. Recibió el nombre egipcio Ta Set Neferu "el lugar de la belleza", y en árabe es el actual Biban el-Harim.

### Los Colosos de Memnón

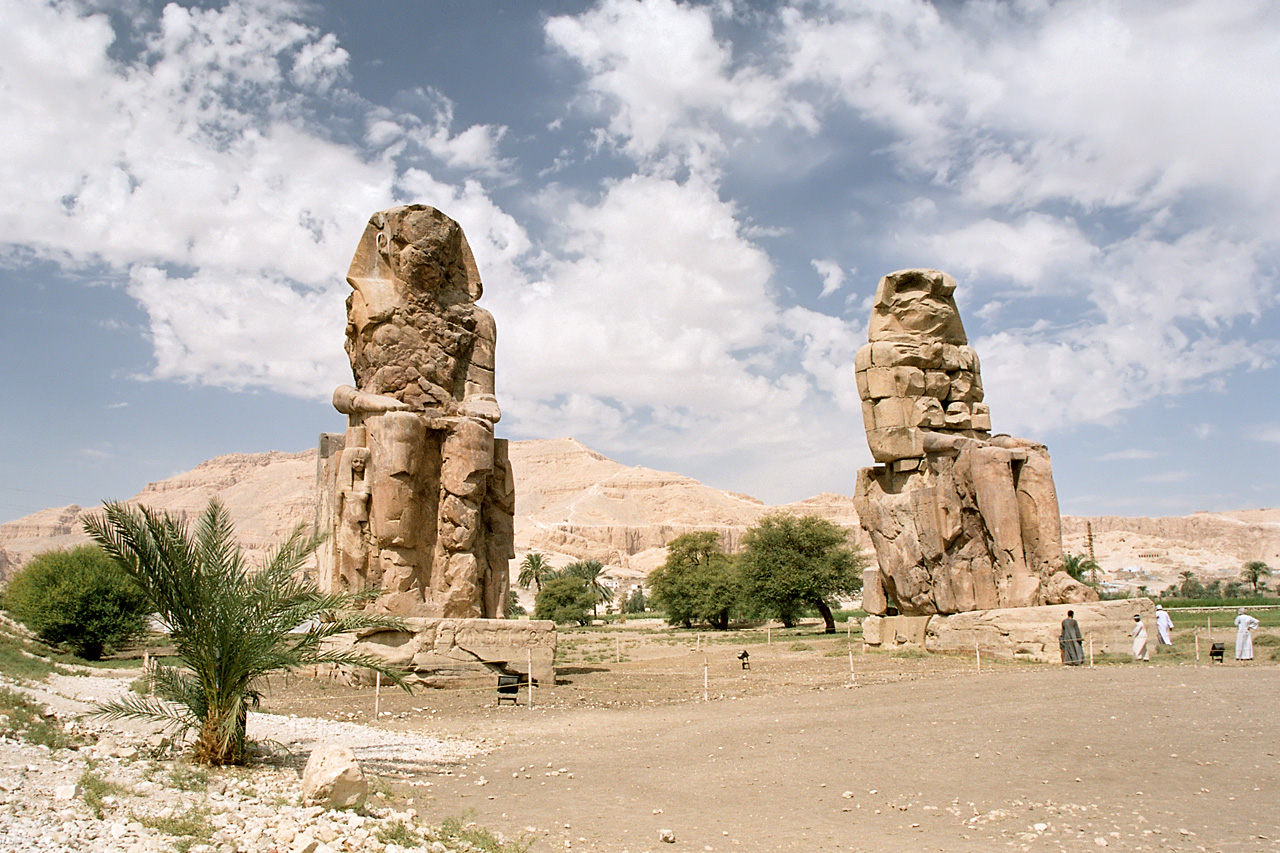
Colosos de Memnón

Los colosos de Memnón son dos gigantescas estatuas de piedra del faraón Amenhotep III situadas al oeste de la ciudad egipcia de Luxor, cerca de Medinet Habu.
Los Colosos de Memnón son dos estatuas gemelas que representan a Amenhotep III en posición sedente. Están talladas en bloques de cuarcita, traída especialmente desde Guiza y las canteras de Gebel el-Silsila, al norte de Asuán, incluso las bases de piedra; estas estatuas tienen una altura total de dieciocho metros.

### Templo funerario de Ramsés III
Está situado en la ciudad de Medinet Habu, al oeste de Luxor. El recinto contiene más de 7000 metros cuadrados de paredes decoradas con relieves que ilustran el advenimiento y la caída de los Pueblos del Mar durante el reinado de Ramsés III.

### Ramesseum
Se encuentra frente a la ciudad de Luxor, junto al pequeño templo dedicado a su madre Tuya. Tiene una estructura clásica, orientado de noroeste a sureste, con dos pilonos de 68 metros de anchura. 
En el primer patio se encuentran fragmentos de los dos colosos sedentes del faraón Ramsés II, el palacio real está la izquierda de este patio, y las estatuas del rey al fondo.
Los restos del segundo patio incluyen la fachada interna del segundo pilono y una porción del pórtico de Osiris a la derecha.

## Geografía

Mapa del Nilo sobre su curso bajo, Luxor

Está situada en el valle del Nilo, a orillas del cual se encuentra Luxor; a unos centenares de metros más allá del río desaparece toda la vegetación y se extiende el desierto, a ambos lados. La ribera occidental posee relieve muy escarpado. La ciudad está ubicada en el desierto del Sahara, el clima es desierto árido. La temperatura suele superar los 40° en verano.

### Clima
| Parámetros climáticos promedio de Luxor, Egipto | Parámetros climáticos promedio de Luxor, Egipto | Parámetros climáticos promedio de Luxor, Egipto | Parámetros climáticos promedio de Luxor, Egipto | Parámetros climáticos promedio de Luxor, Egipto | Parámetros climáticos promedio de Luxor, Egipto | Parámetros climáticos promedio de Luxor, Egipto | Parámetros climáticos promedio de Luxor, Egipto | Parámetros climáticos promedio de Luxor, Egipto | Parámetros climáticos promedio de Luxor, Egipto | Parámetros climáticos promedio de Luxor, Egipto | Parámetros climáticos promedio de Luxor, Egipto | Parámetros climáticos promedio de Luxor, Egipto | Parámetros climáticos promedio de Luxor, Egipto |
| Mes                                             | Ene.                                            | Feb.                                            | Mar.                                            | Abr.                                            | May.                                            | Jun.                                            | Jul.                                            | Ago.                                            | Sep.                                            | Oct.                                            | Nov.                                            | Dic.                                            | Anual                                           |
| ----------------------------------------------- | ----------------------------------------------- | ----------------------------------------------- | ----------------------------------------------- | ----------------------------------------------- | ----------------------------------------------- | ----------------------------------------------- | ----------------------------------------------- | ----------------------------------------------- | ----------------------------------------------- | ----------------------------------------------- | ----------------------------------------------- | ----------------------------------------------- | ----------------------------------------------- |
| Temp. máx. abs. (°C)                            | 32.9                                            | 38.5                                            | 42.2                                            | 46.2                                            | 48.3                                            | 48.5                                            | 47.8                                            | 47.0                                            | 46.0                                            | 43.0                                            | 38.2                                            | 34.8                                            | 48.5                                            |
| Temp. máx. media (°C)                           | 23.0                                            | 25.4                                            | 27.4                                            | 35.0                                            | 39.2                                            | 41.4                                            | 41.1                                            | 40.4                                            | 38.8                                            | 35.3                                            | 28.9                                            | 24.4                                            | 33.4                                            |
| Temp. media (°C)                                | 13.8                                            | 15.9                                            | 20.2                                            | 25.6                                            | 29.6                                            | 32.2                                            | 32.3                                            | 31.8                                            | 29.7                                            | 25.9                                            | 20.0                                            | 15.1                                            | 24.3                                            |
| Temp. mín. media (°C)                           | 5.4                                             | 7.1                                             | 10.4                                            | 16.0                                            | 20.2                                            | 22.6                                            | 23.6                                            | 23.2                                            | 21.3                                            | 17.3                                            | 11.6                                            | 7.1                                             | 15.5                                            |
| Temp. mín. abs. (°C)                            | -0.3                                            | 0.2                                             | 0.0                                             | 6.5                                             | 12.5                                            | 16.0                                            | 19.2                                            | 19.2                                            | 15.8                                            | 9.8                                             | 3.7                                             | 0.7                                             | -0.3                                            |
| Precipitación total (mm)                        | 0                                               | 0                                               | 0                                               | 0                                               | 0                                               | 0                                               | 0                                               | 0                                               | 0                                               | 1                                               | 0                                               | 0                                               | 1                                               |
| Días de precipitaciones (≥ 1 mm)                | 0.2                                             | 0.1                                             | 0.1                                             | 0.1                                             | 0.1                                             | 0.0                                             | 0.0                                             | 0.0                                             | 0.0                                             | 0.3                                             | 0.0                                             | 1.0                                             | 1.9                                             |
| Humedad relativa (%)                            | 55                                              | 47                                              | 39                                              | 31                                              | 29                                              | 27                                              | 30                                              | 33                                              | 37                                              | 43                                              | 51                                              | 57                                              | 39.9                                            |
| Fuente n.º 1: NOAA                              |                                                 |                                                 |                                                 |                                                 |                                                 |                                                 |                                                 |                                                 |                                                 |                                                 |                                                 |                                                 |                                                 |
| Fuente n.º 2: Weather2Travel                    |                                                 |                                                 |                                                 |                                                 |                                                 |                                                 |                                                 |                                                 |                                                 |                                                 |                                                 |                                                 |                                                 |

## Economía

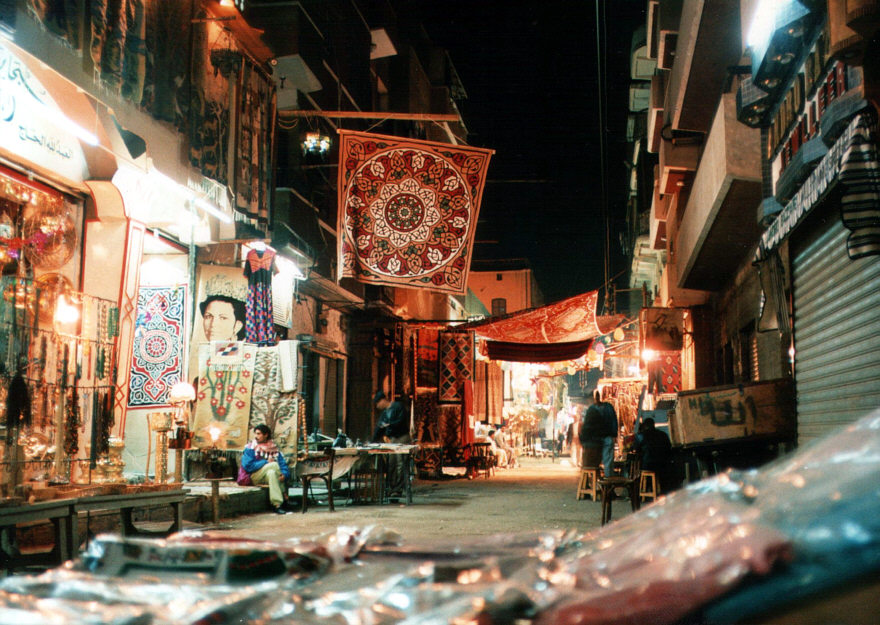
Bazar de Al-Uqsur (Luxor).

La economía de Luxor, como la de muchas ciudades egipcias, está fuertemente ligada al turismo, aunque muchos de sus habitantes se dedican a la agricultura.
Luxor, el centro turístico egipcio más conocido y frecuentado, surgió junto con la vecina Karnak, en el yacimiento arqueológico de la antigua Tebas, en proximidad a la inmensa necrópolis del Valle de los Reyes. Los beneficios turísticos son uno de los pilares de la economía egipcia, pero el Estado se ve obligado, por otra parte a hacer frente a los ingentes gastos de conservación.

## Transportes

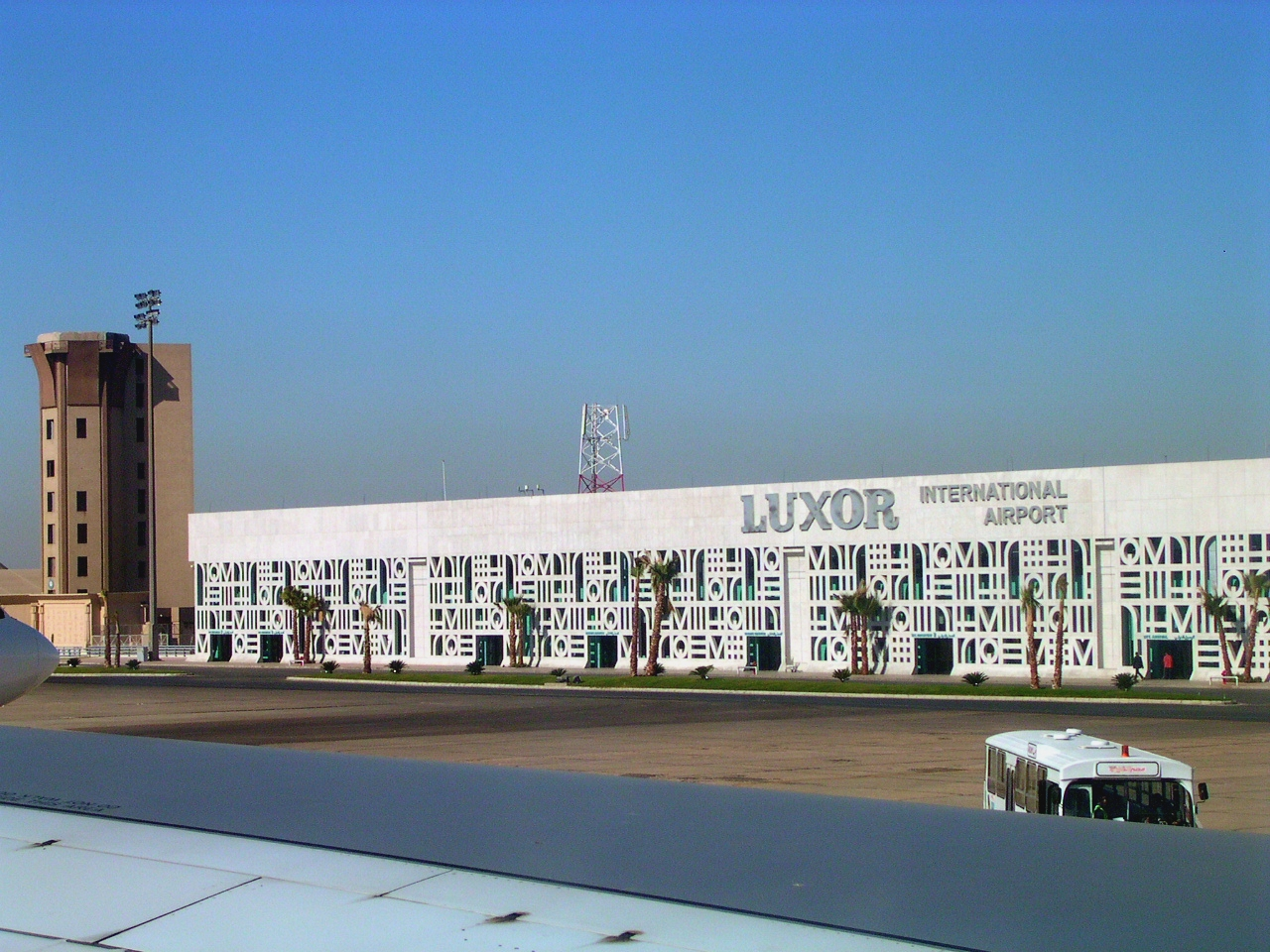
Aeropuerto Internacional de Luxor

Luxor posee un aeropuerto internacional.
Un puente recientemente construido, a unos kilómetros del centro de Luxor, permite la fácil comunicación entre ambas orillas, ya que tradicionalmente el río se cruzaba mediante balsas.
Un servicio de trenes opera dos veces al día, uno por la mañana y otro a la noche que pueden tomarse en la estación situada a una milla del templo de Luxor. Los destinos son, entre otros, El Cairo y Asuán.

## Sucesión
| Predecesor: Washington D. C. | Sede de las Sesiones del Comité del Patrimonio de la Humanidad 1980 junto a El Cairo | Sucesor: París |